# Thomas Truxtun

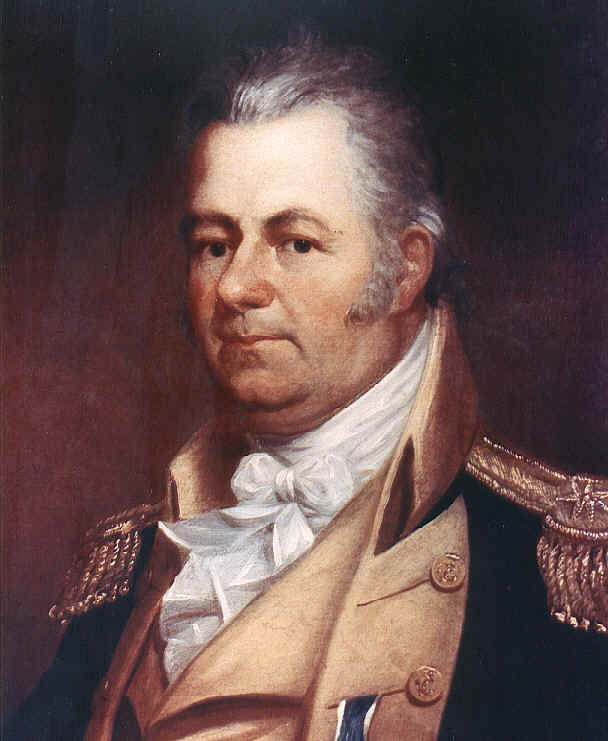
Thomas Truxtun

Thomas Truxtun (* 17. Februar 1755 in der Nähe von Hempstead, Long Island, Provinz New York; † 5. Mai 1822 in Philadelphia) war ein US-amerikanischer Marineoffizier.

## Leben
Thomas Truxtun kam, nachdem der Vater 1765 verstorben war, in die Obhut von John Troup. Im Alter von zwölf Jahren begann seine seemännische Karriere. Er segelte mit Kapitän Joseph Holmes und James Chambers. Mit 16 Jahren wurde er zum Dienst in der Royal Navy gezwungen und kam an Bord der HMS Prudent. Im Alter von 20 Jahren segelte er unter dem Kommando von Andrew Cladwell und bekam seine Feuertaufe in Philadelphia 1775.
Schließlich kehrte Truxtun nach Philadelphia zurück. Die Kolonie strebte eine Lösung vom Mutterland England an. Er heuerte auf der Congress als Lieutenant an, um für die Unabhängigkeit von Großbritannien zu kämpfen. 1776 war er an der Aufbringung von vielen Prisen vor der Küste Kubas beteiligt. 1777 fuhr er auf der Independence und segelte mit ihr bis zu den Azoren. Dort brachte er drei Prisen auf. Nach seiner Rückkehr segelte Truxtun mit der Mars bis in den Ärmelkanal. Danach kommandierte er ein weiteres Mal die Independence, danach die Commerce und die St. James.
Die Schiffe von Truxtun transportierten militärische Güter zu den Dreizehn Kolonien. Auf einer Reise beförderte die St. James Schießpulver und militärische Güter nach Philadelphia. Gekrönt wurde diese Reise durch ein Abendessen bei George Washington. Auf einer weiteren Reise brachte Truxtun mit der St. James den amerikanischen Konsul nach Frankreich.
Als am 4. Juni 1798 die United States Navy gegründet wurde, war Truxtun einer der ersten sechs Captains. Er bekam das Kommando über eine neue Fregatte, die Constellation. Mit dieser griff er in den Quasi-Krieg mit Frankreich ein. Die Fregatte, begleitet von zahlreichen kleineren Schiffen, operierte in den westindischen Gewässern zwischen St. Christopher und Puerto Rico. Am 9. Februar 1799 erlangte Truxtun einen seiner zwei berühmtesten Siege. Nach einem stundenlangen Feuergefecht brachte die USS Constellation die Insurgente auf. Die Verluste auf französischer Seite waren hoch, 29 Mann waren tot und 44 verwundet. Truxtun brachte die Insurgente nach St. Christopher. Dort wurde sie repariert und in die Flotte der Vereinigten Staaten eingegliedert.
Am 1. Februar 1800 sichtete er die französische 50-Kanonen-Fregatte La Vengeance. Er verfolgte sie den ganzen Tag und holte am Abend zu ihr auf. Darauf folgte eine mehrstündiges Feuergefecht. Im Verlauf dessen konnte die französische Fregatte fliehen. Die Takelage von Truxtuns Schiff war stark beschädigt, und er konnte sie nicht verfolgen. Nach einer Reparatur in Jamaica kehrte Truxtun mit der USS Constellation im März nach Norfolk zurück. Weiterhin kommandierte Truxtun von Mitte 1800 bis Mai 1801 die Fregatte President in den westindischen Gewässern.
Kommodore Truxtun setzte sich in Philadelphia zur Ruhe und war dort bis zum Ende seines Lebens in der lokalen Politik tätig. 1810 wurde ihm der Sitz im Kongress verwehrt. Von 1816 bis 1819 übernahm Truxtun das Amt des Sheriffs von Philadelphia.
Die US-Marine benannte mehrere Schiffe nach ihm als USS Truxtun.